# John Clifford, Clifford bárója
John Clifford  angol báró és katona volt, aki a Lancaster-házat szolgálva esett el a rózsák háborújában, a ferrybridge-i csatában.

## Élete
John Clifford az angliai Conisborough várban született. Apja Thomas Clifford báró, anyja egy másik nemesi család sarja, Joan Dacre volt. Margaret de Bromflete-t, Henry Bromflete, Vessy első lordjának lányát vette feleségül, akitől négy gyermeke - Richard, Thomas, Elizabeth és Henry - született. Lordi címét 1455. május 22-én örökölte meg, amikor apja elesett az első Saint Albans-i csatában. Rövid élete során a skót határvidék általános biztosa, Westmorland főispánja és a Penrith-vár parancsnoka volt. Gúnyneve Mészáros volt.
1458 februárjában Henry Beauforttal, Somerset hercegével és Henry Percyvel, Northumberland grófjával Londonba vonult, hogy kárpótlást kérjenek a yorkiak által meggyilkolt apjukért. VI. Henrik és a királyi tanács igényükre válaszul felszólította az első Saint Albans-i csata yorki vezetőit, Richard Neville-t, Salisbury grófját és hasonló nevű fiát, Warwick grófját, hogy fizessenek kártérítést az elesettek örököseinek.
A Lancaster-ház oldalán harcolt a koronáért folyó örökösödési háborúban. 1460. december 30-án részt vett a nagy lancasteri győzelemmel, Plantagenet Richárd yorki herceg halálával végződött wakefieldi csatában. A hídon ő gyilkolta meg Richárd 17 éves fiát, Edmund rutlandi grófot. Másnap lovaggá ütötték. Edward Hall krónikaíró szerint ő volt az, aki az elesett yorki herceg fejét levágta, majd egy papírkoronát tett rá.
1461. február 17-én részt vett a második Saint Albans-i csatában. Március 28-án hajnalban lovasaival rajtaütött az Aire folyó északi partján táborozó yorki csapatokon. A váratlan támadással sok yorkit meggyilkoltak, és visszafoglalták a folyón átívelő híd északi végét. A támadásban meghalt a yorkiak egyik vezére, Lord Fitzwater. Napközben a IV. Eduárd angol király és fő szövetségese, Richard Neville, Warwick grófja megtámadta a hidat a déli oldalról. A véres küzdelemben rengeteg yorki esett el, a krónikaíró Jean de Wavrin szerint közel háromezer ember halt meg a küzdelemben.
John Clifford csak akkor adta fel a híd védelmét, amikor megtudta, hogy Lord Fauconberg ezer lovassal átkelt a castlefordi gázlón, és felé tart. Clifford kiadta a parancsot a visszavonulásra Towton felé, ahol a lancasteri fősereg állomásozott, de nem ért el odáig, mert Fauconberg lovasai elébe vágtak, és rátámadtak csapatára. John Cliffordot a nyakán találta el egy nyílvessző, és meghalt. 1461 novemberében birtokait elkobozták, és azokat különböző York-párti urak között osztották szét.

## Érdekesség
- William Shakespeare VI. Henrik című drámájában igen vérszomjasnak ábrázolja. A harmadik felvonás harmadik színében, amely a wakefieldi csatában játszódik, Clifford leszúrja Richárd yorki herceg még gyermek fiát, Edmundot, hiába próbálja megmenteni őt nevelője, a káplán. Clifford ezt mondja, amikor megtalálja a fiút: "Káplán, el innen! Pap vagy, megkiméllek. / De ki atyám’ megölte, átkozott / York herczeg e porontya halni fog". (Lőrincz [Lehr] Zsigmond fordítása)[5]